# Bruto domači proizvod
Bruto domači proizvod (kratica BDP, ang. gross domestic product, GDP) je merilo ekonomske aktivnosti in eden od kazalnikov gospodarske razvitosti države. Je številčni podatek, ki izraža, kolikšna je vrednost vseh končnih proizvodov in storitev, ustvarjenih na ekonomskem ozemlju posamezne države (običajno v enem letu), tj. koliko so ustvarili podjetja, država in gospodinjstva. 
- »Proizvod« ali proizvodnja je tisto, kar je bilo ustvarjeno v določenem časovnem obdobju, in vrednost tega merimo.
- »Domači« pomeni, da je bila proizvodnja, ki jo merimo, ustvarjena na ekonomskem ozemlju države.
- »Bruto« pomeni, da ocena vrednosti vključuje potrošnjo stalnega kapitala (amortizacijo).

Če od bruto domačega proizvoda odštejemo vrednost potrošnje stalnega kapitala, dobimo neto domači proizvod. BDP ni merilo blaginje prebivalstva.
Izračun
Na BDP ne gledamo le z vidika proizvodnje, ampak tudi z vidika izdatkov in dohodkov, ki jih imajo institucionalne enote. Zato se za izračun BDP uporabljajo tri metode. Rezultati, izračunani po vsaki od treh metod – proizvodni, izdatkovni in dohodkovni metodi –, so usklajeni.
- Proizvodna metoda: Bruto domači proizvod po proizvodni metodi je enak dodani vrednosti v osnovnih cenah, povečani za davke na proizvode in zmanjšani za subvencije na proizvode. Bruto domači proizvod je tako enak vsoti dodane vrednosti v osnovnih cenah vseh domačih (rezidenčnih) proizvodnih enot in neto davkov na proizvode (davki na proizvode, zmanjšani za subvencije na proizvode).

- Izdatkovna metoda: Bruto domači proizvod po izdatkovni metodi je enak domači potrošnji in saldu menjave blaga in storitev s tujino (izvoz minus uvoz). Domačo potrošnjo sestavljajo izdatki za končno potrošnjo in bruto investicije.

- Dohodkovna metoda: Bruto domači proizvod po dohodkovni metodi je enak vsoti sredstev za zaposlene, neto davkov na proizvodnjo in uvoz (davki na proizvodnjo in uvoz minus subvencije na proizvodnjo) ter bruto poslovnega presežka in raznovrstnega dohodka[2].

Statistični urad Republike Slovenije (SURS) zagotavlja uradne statistike o nacionalnih računih v Sloveniji in izračunava tudi bruto domači proizvod na četrtletni in letni ravni.
Od leta 2004 se je BDP v Sloveniji realno najbolj zmanjšal na začetku velike gospodarske krize leta 2009, za 7,6 %, drugi največji upad je sledil leta 2020, ob izbruhu pandemije covida-19, ko se je slovenski BDP zmanjšal za 4,1 %. Najvišja rast BDP-ja v Sloveniji se je zgodila ob umirjanju pandemije leto pozneje, za 8,4 %, druga največja pa je bila izmerjena leta 2007 (7,1 %). Leta 2024 je bila rast 1,6-odstotna. Slovenski BDP na prebivalca v tekočih cenah je znašal 31.490 EUR oz. več kot dvakrat toliko kot leta 2004, ko je obsegal 13.774 EUR .

Kazalnik BDP na prebivalca v standardih kupne moči
Izbira valute za izražanje rezultatov je dogovor (konvencija). V Eurostatovi primerjavi se rezultati izražajo v »valuti“, imenovani SKM. Gre za umetno, fiktivno valuto, ki je na ravni povprečja držav članic EU enaka enemu evru. Trenutno je 1 SKM na ravni EU-27 enak 1 evru. SKM ali “evro EU-27” je “valuta”, ki odraža povprečno raven cen v EU-27.
Podatki, izraženi v standardih kupne moči (SKM), odpravljajo razlike v ravni cen med državami in omogočajo smiselne primerjave obsega BDP med državami. Indeksi obsega na prebivalca kažejo relativni obseg BDP na prebivalca v SKM glede na izbrano povprečje oz. osnovo primerjave. Indeksi obsega se najpogosteje izražajo glede na povprečje EU, trenutno na EU-27 (EU-27 = 100). Če je indeks države višji od 100, je stopnja te države v BDP na prebivalca višja od povprečja v EU, in obratno. Indeks obsega BDP na prebivalca se najpogosteje prikazuje kot kazalnik gospodarske razvitosti posameznih držav in materialne blaginje njenega prebivalstva.

Dejanska individualna potrošnja na prebivalca v standardih kupne moči
Dejanska individualna potrošnja na prebivalca v SKM je najpomembnejši sestavni del BDP; kazalnik odraža materialno blaginjo prebivalstva. Sestavljena je iz blaga in storitev, ki jih posamezniki dejansko trošijo. Vključuje namreč blago in storitve, ki jih za potrošnjo posameznikov kupijo in plačajo gospodinjstva, država ali nepridobitne institucije, ki opravljajo storitve za gospodinjstva.
Dejanska individualna potrošnja zajema poleg končne potrošnje gospodinjstev še izdatke za tiste storitve, ki jih gospodinjstva trošijo individualno, zagotavljajo in financirajo pa jih država in nepridobitne institucije, ki opravljajo storitve za gospodinjstva (zdravstvene storitve in storitve izobraževanja).
Podatke o dejanski individualni potrošnji na prebivalca, izraženi v SKM, objavlja Eurostat. Kupna moč prebivalcev Slovenije je leta 2023 dosegla 85 % povprečja EU-27, kar je bilo za 1 odstotno točko manj kot leto prej. Po vrednosti tega kazalnika se je med 36 evropskimi državami najvišje uvrstil Luksemburg (za 36 % višja od povprečja EU-27); sledili sta Norveška (za 24 % višja) in Nizozemska (za 19 % višja). Na zadnjih treh mestih pa so bile Albanija (za 59 % nižja), Bosna in Hercegovina (za 58 % nižja) ter Severna Makedonija (za 51 % nižja). Enako vrednost kot Slovenija je dosegla Portugalska, s 85 % povprečja EU-27 . 

Revidiranje podatkov
Politika revizij nacionalnih računov je določena z ESR 2010. Podrobno razčlenjeni podatki iz nacionalnih računov za leto t se navadno revidirajo in dokončajo v štirih korakih, tako da se končne ocene za leto t navadno objavijo konec avgusta leta t + 3 oziroma 44 mesecev po koncu leta. 
Poleg rednih letnih revizij, ki vključujejo običajne posodobitve podatkov in zajamejo zadnja štiri leta, ocene nacionalnih računov SURS revidira tudi v okviru obsežnejših revizij (»benchmark revision« v angleškem izrazoslovju). Na evropski ravni države članice takšne revizije opravijo v istem letu, vsakih pet let, za daljšo časovno vrsto podatkov nacionalnih računov. Na ta način je zagotovljena primerljivost podatkov med državami in v času. Takšni reviziji sta bili opravljeni v letu 2019 in v letu 2024, za časovno vrsto podatkov od leta 1995 naprej.
Obsežne revizije pogosto vključujejo spremembe metod ocenjevanja in podatkovnih virov, ki presegajo običajne vsakoletne revizije tako po velikosti vpliva kot po časovni dolžini. Vpliv revizijskih korakov na kazalnike je različen, nekateri koraki vplivajo na povečanje BDP, drugi na zmanjšanje, nekateri izboljšajo strukturo komponent BDP ali vplivajo na druge nacionalne račune poleg BDP . 

## Vir
- Statistični urad Republike Slovenije